# Kapitolina Serjoginová
Kapitolina Serjoginová (rusky Капитолина Серёгина; * 17. ledna 1942 Pavlovsk, Ruská SFSR) je bývalá sovětská rychlobruslařka.
Na sovětských šampionátech startovala od roku 1963, na velkých mezinárodních závodech se poprvé představila v roce 1971. Tehdy také dosáhla svého největšího sportovního úspěchu – bronzové medaile z Mistrovství Evropy 1971. O několik dní později absolvovala také Mistrovství světa ve víceboji (8. místo). Zúčastnila se Zimních olympijských her 1972 (1500 m – 9. místo, 3000 m – 6. místo), po sezóně 1971/1972 již nezávodila. K rychlobruslení se vrátila v letech 1974 a 1975, kdy startovala na sovětských šampionátech a dalších národních závodech.